# Brloh, Pardubice
Brloh là một làng thuộc huyện Pardubice, vùng Pardubický, Cộng hòa Séc.